# Tor Cervara

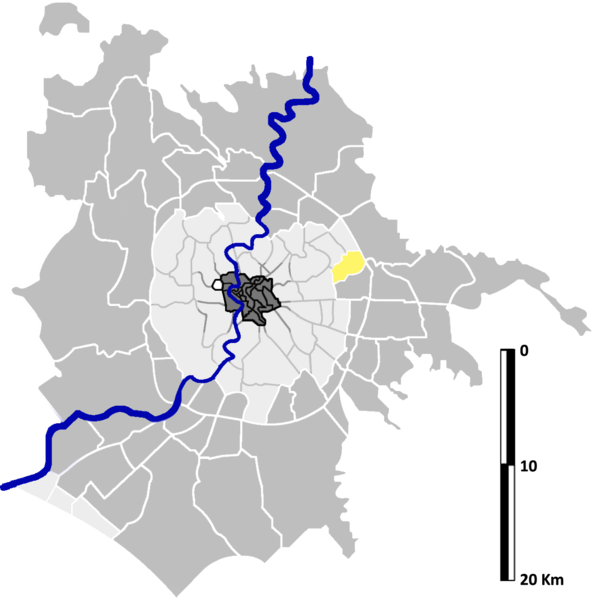
Lage von Tor Cervara in Rom

Tor Cervara bezeichnet die siebte Zone, abgekürzt als Z.VII, der italienischen Hauptstadt Rom. Im Gegensatz zu den Rioni, Quartieri und Suburbi sind es die ländlicheren Gebiete von Rom. Sie gehört zum Municipio IV und zählt 13.975 Einwohner (2016). Sie befindet sich im Osten der Stadt innerhalb der römischen Ringautobahn A90 und hat eine Fläche von 5,9000 km². Der Name leitet sich vom Tenuta di Cerbaro ab. In dessen Zentrum befand sich die Casale di Tor Cervara.

## Geschichte
Tor Cervara wurde am 13. September 1961 durch Beschluss des Commissario Straordinario gegründet. Damals wurde der Ager Romanus in 59 Zonen geteilt, denen eine römische Zahl zugeteilt wurde und ein Z vorgestellt wurde. Davon wurden sechs an die neugegründete Gemeinde Fiumicino komplett ausgegliedert und drei weitere teilweise.